# 2002 TF301
2002 TF301, também escrito como 2002 TF301, é um objeto transnetuniano que está localizado no Cinturão de Kuiper, uma região do Sistema Solar. Este objeto é classificado como um cubewano. Ele possui uma magnitude absoluta de 10,9 e tem um diâmetro estimado com cerca de 29 km.

## Descoberta
2002 TF301 foi descoberto no dia 6 de outubro de 2002 pelos astrônomos D. Kinoshita e K. Muroi.

## Órbita
A órbita de 2002 TF301 tem uma excentricidade de 0,000 e possui um semieixo maior de 44,719 UA. O seu periélio leva o mesmo a uma distância de 44,719 UA em relação ao Sol e seu afélio a 44,719 UA.